# Droga I/12 (Słowacja)
Droga krajowa 12 (słow. Cesta I/12) – droga krajowa I kategorii na Słowacji prowadząca od dawnego przejścia granicznego z Polską w Zwardoniu do skrzyżowania z drogą nr 11 w miejscowości Świerczynowiec. Dawniej droga zaliczana była do II kategorii i posiadała numer 487. W przyszłości wzdłuż arterii powstanie autostrada D3 (obecnie budowane są jej niektóre odcinki).